# Lill-Björkvattnet, Lappland

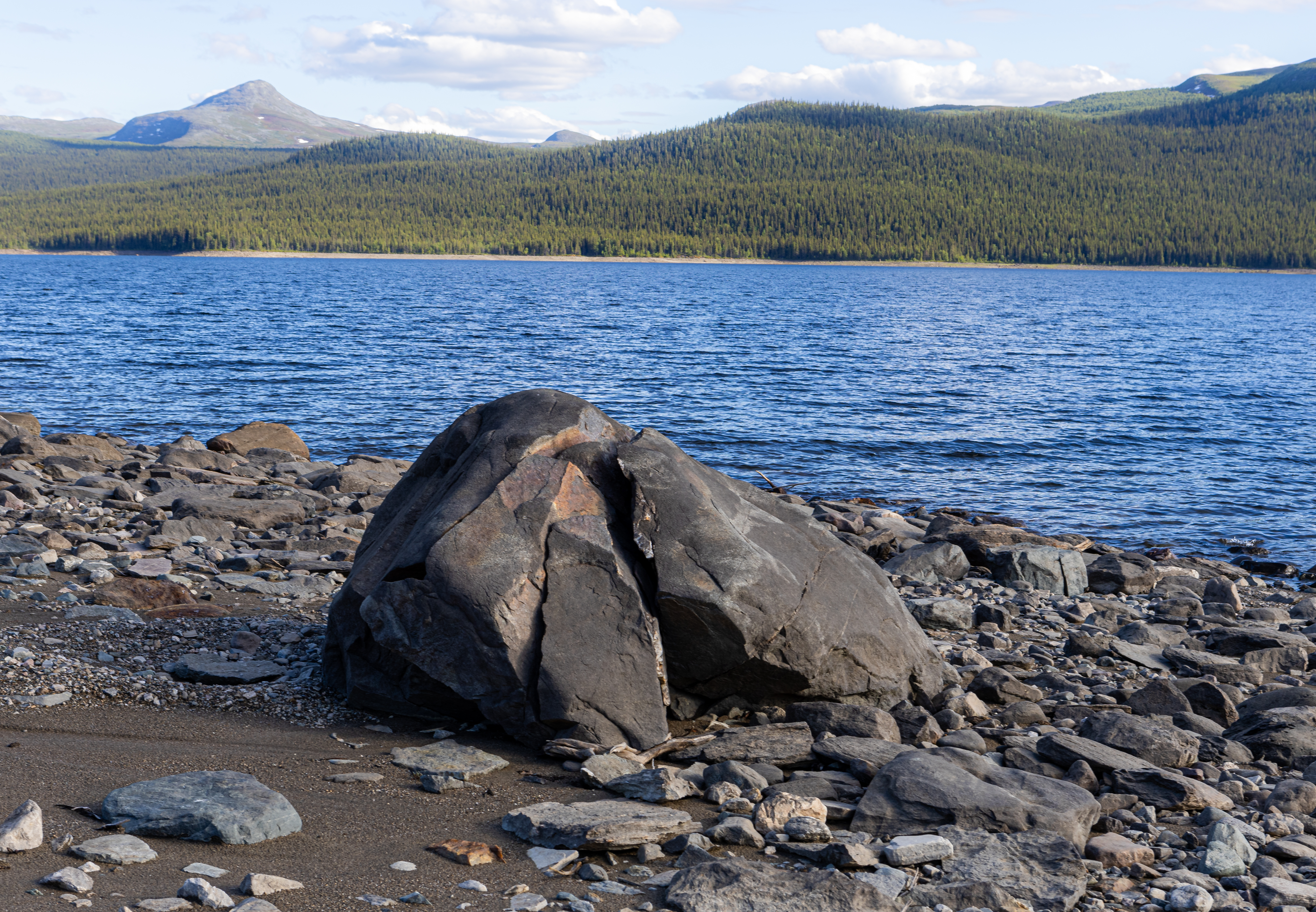
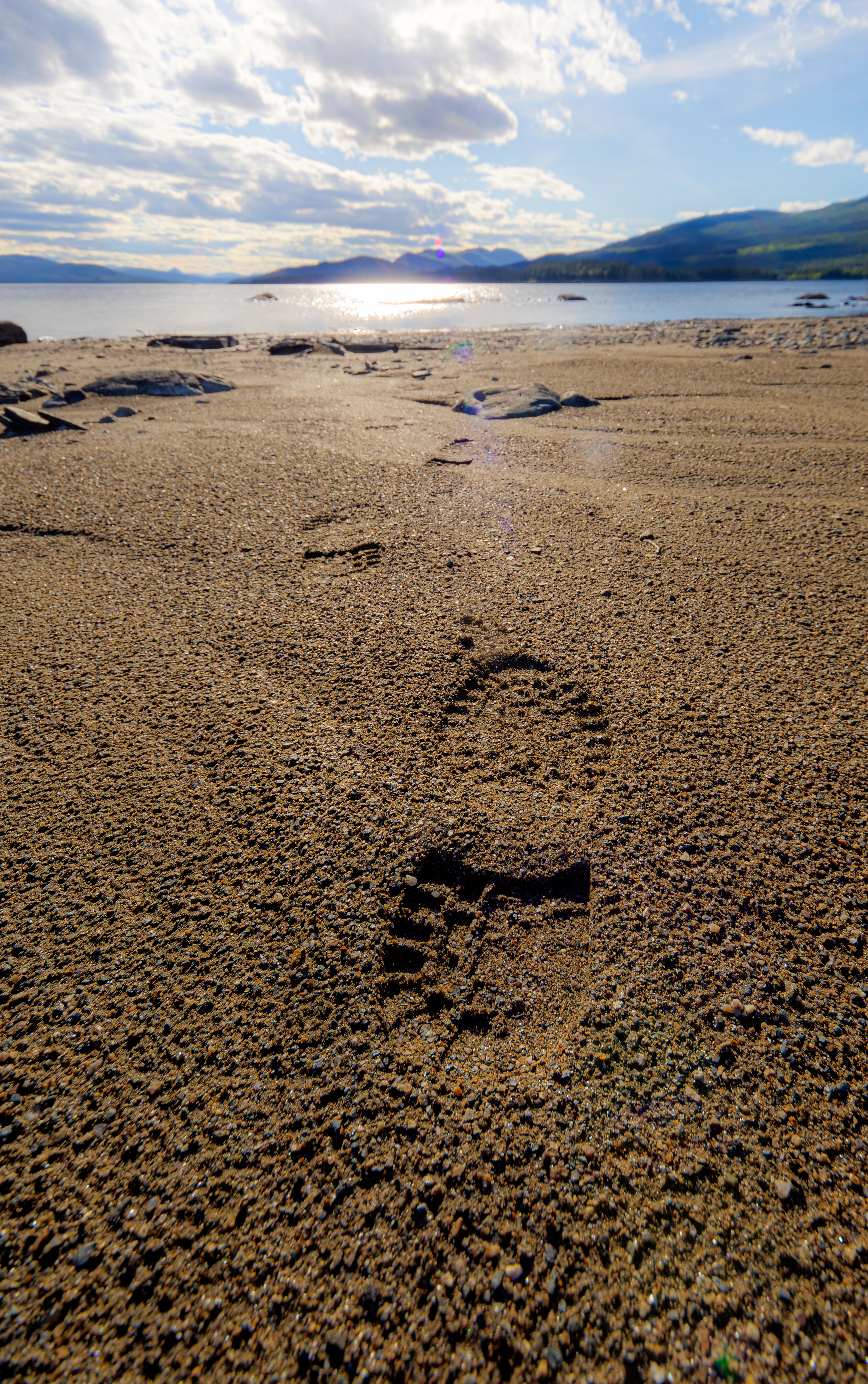
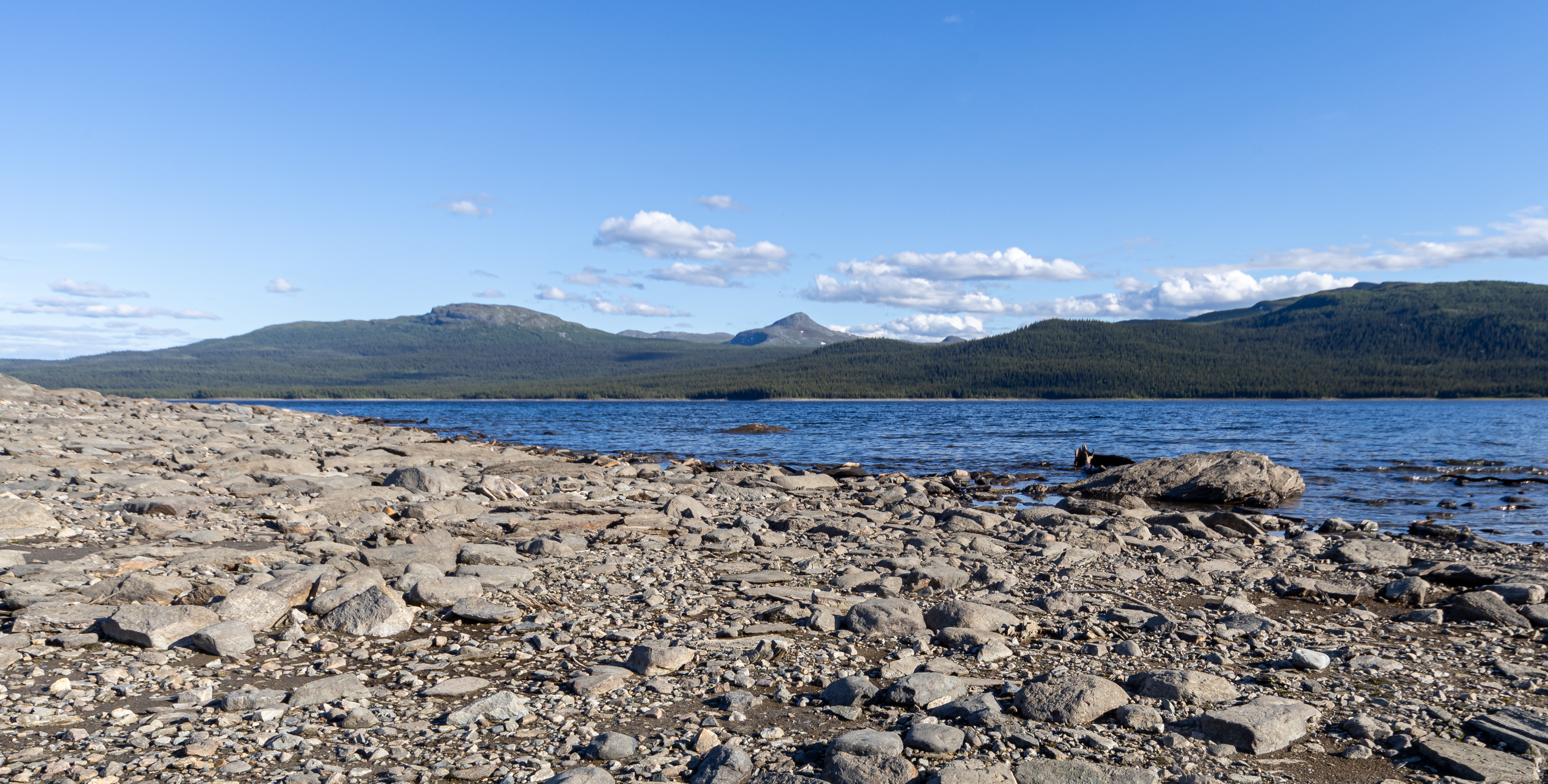
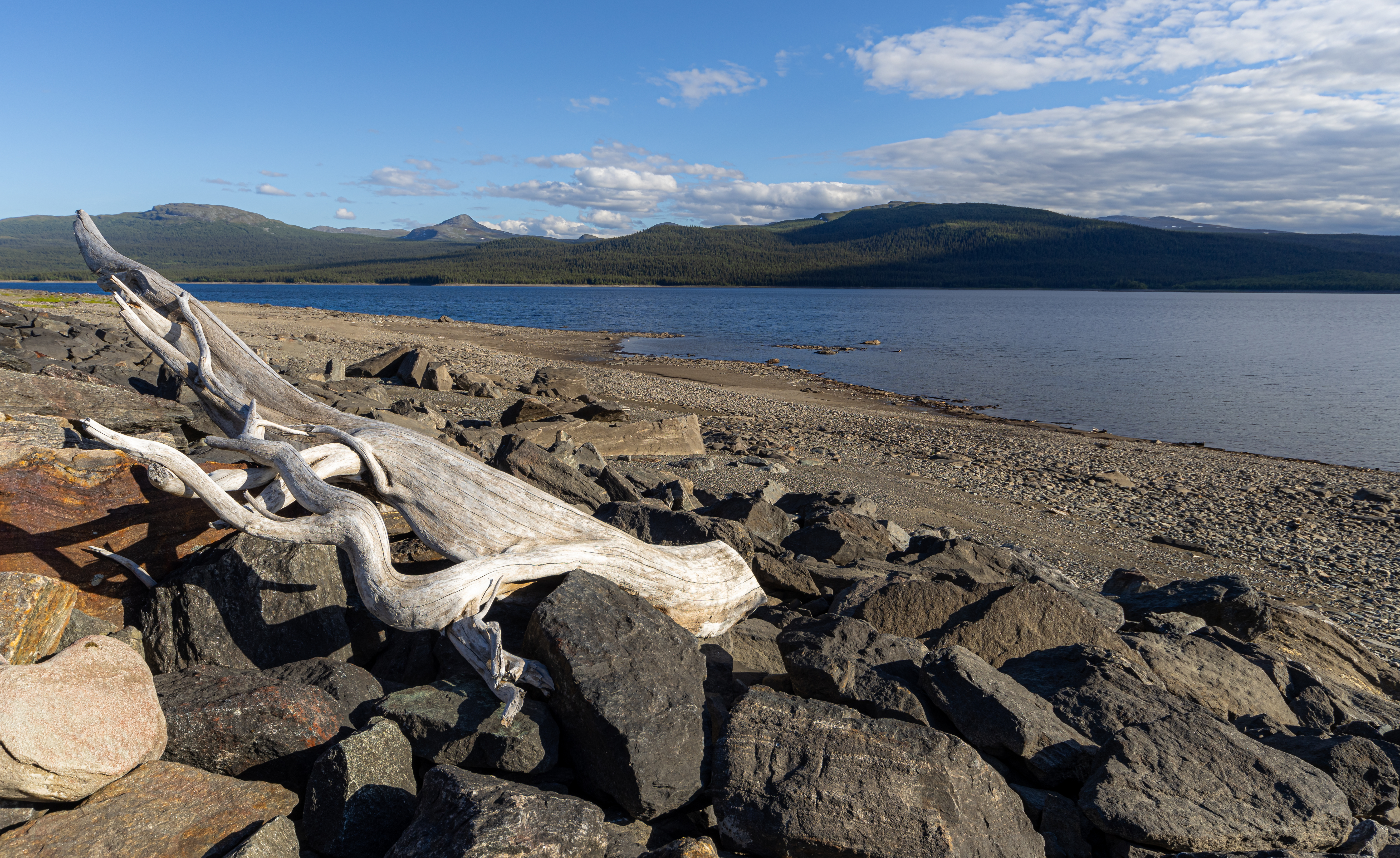

Lill-Björkvattnet är en sjö i Storumans kommun i Lappland och ingår i Björkvattsdalen i Umeälvens huvudavrinningsområde. Sjön är 49,2 meter djup, har en yta på 8,25 kvadratkilometer och är belägen 378,1 meter över havet.